# Московски Манеж
Московски манеж (рус. Мане́ж) јесте зграда дуж западне стране Манеж трга, поред Црвеног трга. У овој згради своје просторије има Московси музеј дизајна, од 2012.
Објекат је дизајнирао шпански инжењер Агустин де Бетанкур а изградњу је координисао од 1817. до 1825. руски архитекта Жозеф Бове, који ју је креирао неокласични екстеријер, ред римских дорских стубова који затварају прозоре са лучним заглављем, у белој и крем боји. Кров, са изложеним унутрашњим роговима и гредама, ослања се на спољне стубове Манежа.
Структура је прво коришћена као традиционални манеж, затворена академија јахања, за смештај коњаника за параде и школа за обуку официра. Манеж дужине 180 метара био је довољно велик да прими цео пешадијски пук — преко две хиљаде војника — као и позвану публику. Од 1831. године је изложбено место. Године 1867. Хектор Берлиоз и Николај Рубинштајн наступили су у Манежу пред 12.000 гледалаца. Током совјетских година, зграда је коришћена као уметничка галерија. Тамо је Никита Хрушчов критиковао авангардне уметнике због промовисања дегенерисане уметности, што је познате као Афера Манеж.
Четрнаестог марта 2004. године, у ноћи током руских председничких избора на којима је Владимир Путин великом већином гласова реизабран за други четворогодишњи мандат, зграда се запалила и изгорела, при чему су погинула два ватрогасца. Дрвене греде и рогови су се срушили, а зидови су сачувани. Званична истрага је закључила да је пожар изазвао кратки спој, иако су медији спекулисали да пожар на тако историјској згради, удаљеној само неколико корака од Кремља, у ноћи председничких избора, можда није био случајан. Фебруара 2005. је завршена обновљена.

## Опис и архитектонске карактеристике
Правоугаона једноспратна зграда Московског Манежа је пример архитектуре класицизма. Зграда је била дуга 166 м, широка 44 м и висока око 15 м. Првобитна површина Манежа износила је 7.424,67 м². Фасаде зграде имају аркаду од седам лучних отвора са полустубовима и крунисане су равним забатима без украса. Бочни зидови су фланкирани полустубовима тосканског реда, између којих су у лучним отворима постављени засвођени прозори. Испод забата фасада као и у средњем делу бочних зидова налазе се троје дрвене капије. Главна фасада је требало да буде јужна окренута према Кули Московског кремља – једном од четири улаза у Кремљ. Унутрашњи простор Манежа био је добро осветљен дневном светлошћу захваљујући прозорима који су чинили око једне трећине површине зидова. Увећане пропорције Манежа, стубови, пилони и палета боја наглашавају монументалност зграде.